# 2008 en république démocratique du Congo
Cet article présente les faits marquants de l'année 2008 en république démocratique du Congo.

## Évènements

### Avril
- Mardi 15 avril 2008 : un avion de ligne Douglas DC-9 de la compagnie Hewa Bora Airways, transportant 79 passagers et 6 membres d'équipage, s'écrase au bout de la piste de l'aéroport de Goma dans l'Est du pays. Assurant la liaison avec la capitale Kinshasa, il s'est écrasé, vers 14 heures, juste après son décollage, sur le quartier populaire de Birere, mettant le feu a plusieurs maisons et immeubles. Un pneu aurait éclaté lors du décollage alors que l'avion avait déjà pris beaucoup de vitesse, en freinant le pilote a perdu le contrôle de l'appareil. Cette catastrophe cause la mort de quarante personnes et en blesse plus de cent autres. La compagnie propriétaire de l'avion est inscrite sur la liste noire de l'Union européenne.
- Jeudi 24 avril 2008 : au lendemain de la visite de trois ministres belges, émaillée d'incidents politico-diplomatique, le président Joseph Kabila, dans une interview au journal Le Soir demande au gouvernement belge de choisir entre un « partenariat adulte » ou une « relation de maître à esclave ».

### Novembre
- Samedi 1er novembre 2008 :
  - Les ministres des Affaires étrangères français et britannique, Bernard Kouchner et David Miliband arrivent à Kinshasa, pour rencontrer le président Joseph Kabila puis se rendent à Goma, capitale du nord Kivu, avant d'aller à Kigali, capitale du Rwanda, pour s'entretenir avec le président rwandais Paul Kagame.
  - La Fédération internationale des ligues des droits de l'Homme (FIDH) dénonce des « violations graves et massives des droits de l'Homme constitutives de crimes internationaux réprimés par la CPI » dans l'est du pays. Des éléments en fuite de l'armée « se seraient livrés à des actes de pillages, des exécutions sommaires et des viols à l'encontre des populations civiles » à Goma, capitale du Nord-Kivu, et dans ses alentours. Des soldats de la Garde républicaine auraient été envoyés pour réprimer le comportement des soldats et en auraient abattu une dizaine[1]
- Lundi 3 novembre 2008 : l'ancien président du Nigeria, Olusegun Obasanjo est nommé émissaire spécial de l'ONU pour tenter de résoudre la crise en république démocratique du Congo.
- Dimanche 9 novembre 2008 : les combats s'étendent vers la localité de Ngungu située à 60 km à l'ouest de Goma. Les combats ont opposé pendant six heures les rebelles du Congrès national pour la défense du peuple (CNDP) de Laurent Nkunda d'un côté et, de l'autre, les miliciens pro-gouvernementaux Maï-Maï et les rebelles hutus rwandais des Forces démocratiques de libération du Rwanda (FDLR).
- Lundi 17 novembre 2008 : de nombreux affrontements ont commencé au nord de la ville stratégique de Kanyabayonga dans les localités de Kayna et Kirumba[2].
- Jeudi 20 novembre 2008 :
  - Le Conseil de sécurité adopte une résolution accroissant de plus de 3 000 hommes les effectifs de la MONUC, la force de l'ONU en république démocratique du Congo (RDC).
  - Cinq journalistes d'une chaîne de télévision indépendante privée arrêtés à Kinshasa sont libérés.
- Vendredi 21 novembre 2008 : un journaliste congolais de la radio Okapi est abattu par balles par des inconnus à Bukavu, dans l'estdu pays.
- Mardi 25 novembre 2008 : selon le rapport du secrétaire général, Ban Ki-moon, au Conseil de sécurité de l'ONU, les violations des droits de l'homme se sont multipliées récemment dans l'est de la république démocratique du Congo. Les civils sont maltraités par les forces gouvernementales, par la police, autant que par les milices armées, subissant des exécutions arbitraires, des viols, de la tortures, ainsi que des traitements cruels, inhumains et dégradants[3].
- Jeudi 27 novembre 2008 : selon le Haut commissariat de l'ONU pour les réfugiés, environ 13 000 Congolais se sont réfugiés au cours des deux derniers jours en Ouganda pour fuir les violences dans l'est de la république démocratique du Congo.
- Samedi 29 novembre 2008 :
  - À Bergerac (sud-ouest de la France), début d'un week-end de vente aux enchères de quelque 1 200 objets d'Art africain traditionnel dont une grande majorité en provenance du Congo démocratique et ayant appartenu à l'ancien président Mobutu, à son conseiller et à son médecin.
  - Une embarcation commerciale a fait naufrage sur la rivière Ruki à environ 40 kilomètres de Mbandaka, causant la mort par noyade de cinq personnes d'une centaine d'autres portées disparues. Selon les témoignages, le bateau qui transportait environ 150 passagers et des marchandises notamment agricoles, était beaucoup trop chargé.
  - La secrétaire d'État française aux droits de l'Homme Rama Yade est arrivée à Kinshasa pour une visite de trois jours en république démocratique du Congo. Elle doit se rendre dans des camps de déplacés de l'est du pays.
- Dimanche 30 novembre 2008 : le secrétaire général de l'ONU, Ban Ki-moon, est favorable à l'envoi d'une force européenne dans l'est de la république démocratique du Congo, en attendant le renfort promis sur place des 3 000 soldats des troupes de l'ONU.

### Décembre
- Lundi 8 décembre 2008 : début des négociations directes entre le gouvernement de Kinshasa et la rébellion de Laurent Nkunda au siège des Nations unies à Nairobi (Kenya). La rébellion hutu rwandaise active dans l'est de la république démocratique du Congo a dénoncé un plan militaire conjoint entre Kigali et Kinshasa pour la démanteler et brandi la menace d'une guerre régionale en cas d'attaque contre ses forces.
- Vendredi 12 décembre 2008 : selon un rapport d'experts de l'ONU, le Rwanda apporte une aide multiforme, notamment dans le recrutement d'enfants soldats, au groupe rebelle de Laurent Nkunda dans l'est de la république démocratique du Congo.
- Dimanche 14 décembre 2008 : l'Ouganda, la république démocratique du Congo et le Sud-Soudan lancent une opération militaire conjointe contre les rebelles ougandais de l'Armée de résistance du Seigneur (LRA) dans l'est de la RDC.
- Mardi 16 décembre 2008 : quelque cinq mille femmes manifestent à Kinshasa pour dénoncer « l'impunité envers les auteurs de violences sexuelles faites aux femmes et aux enfants » en république démocratique du Congo. Elles ont exhorté à « l'arrêt des violences sexuelles faites aux femmes et enfants utilisés comme armes de guerre » notamment dans la province du Nord-Kivu où s'affrontent depuis fin août l'armée congolaise et les rebelles de Laurent Nkunda. Les organisatrices de la marche ont remis au chef de la Mission de l'ONU en RDC, un document résumant leurs préoccupations[4].
- Mercredi 17 décembre 2008 : selon l'OMS, 10 542 cas de choléra avec 202 décès ont été enregistrés depuis le début de l'année dans la province du Nord-Kivu, théâtre des affrontements entre l'armée régulière et les rebelles. L'OMS y voit « le résultat direct de l'augmentation de l'insécurité dans la région […] Au début des hostilités, il y avait des zones de santé de Rutshuru (à 80 km de Goma) sous contrôle rebelle où les humanitaires avaient difficilement accès. Il y a eu un taux alarmant de cas de choléra ».
- Jeudi 18 décembre 2008 : l'acteur et cinéaste Ben Affleck et la star du rock Mick Jagger ont coproduit un court-métrage intitulé « Gimme Shelter » (« Donne-moi refuge »), comme la célèbre chanson de 1969 des Rolling Stones dans laquelle Mick Jagger dénonce la guerre et ses corollaires, le viol et le meurtre, afin de collecter des fonds pour les efforts de l'ONU en faveur des réfugiés jetés sur les routes par les récents combats. Ils espèrent collecter 23 millions de dollars pour le Haut Commissariat des Nations unies pour les réfugiés (HCR) afin de fournir de l'eau potable et du matériel de premier secours à ces réfugiés[5].
- Lundi 22 décembre 2008 : le Conseil de sécurité de l'ONU, par sa résolution 1856 adoptée à l'unanimité, élargit le mandat de la Monuc en la chargeant de s'attacher en priorité à la protection des civils dans les Kivus. Elle détaille le mandat de la Monuc en l'articulant autour de quatre axes, par ordre de priorité décroissant: « protection des civils et du personnel humanitaire […], désarmement et démobilisation des groupes armés étrangers et congolais […], formation des FARDC à l'appui de la réforme du secteur de sécurité [et], sécurité du territoire de la RDC ».
- Mercredi 24 décembre 2008 : le Bureau de la coordination des affaires humanitaires de l'ONU (OCHA) déplore une recrudescence d'« attaques contre le personnel humanitaire » en 2008 dans l'est du pays, dressant un bilan de 104 cas enregistrés dont deux morts. L'agence a également dénoncé des cas de « harcèlement, confiscation de matériel, réquisition de véhicules, pillage de l'assistance d'urgence et d'attaque meurtrière contre un convoi d'aide ».
- Jeudi 25 décembre 2008 : des dizaines de fidèles ont été tués à la machette, à l'épée et à la massue, dans une église de la région frontalière du Soudan et de l'Ouganda. Selon l'armée congolaise, il y aurait entre 120 et 150 morts. L'Ouganda impute ce massacre aux rebelles de l'Armée de résistance du Seigneur (LRA), qui nient toute implication, cependant les assaillants parlaient acholi, étaient coiffés de dreadlocks et comptaient de nombreux jeunes garçons dans leurs rangs, or la LRA est accusée de recruter de force des enfants soldats[6].
- Lundi 29 décembre 2008 :
  - Selon le bureau de coordination des affaires humanitaires de l'ONU (OCHA), la rébellion ougandaise de l'Armée de résistance du Seigneur a tué, ces derniers jours, 189 personnes dans plusieurs localités du district du Haut-Uélé et incendié 120 maisons : « Le premier bilan est très lourd. Selon les autorités locales sur place, le 25 décembre, les rebelles auraient tué 40 personnes dans la localité de Faradje. Les 26 et 27 décembre, ils auraient attaqué la localité de Doruma et le village voisin de Gurba, tuant 89 personnes à Doruma et 60 personnes à Gurba ». À Doruma, une trentaine de personnes ont été tuées à la machette dans l'église du village, principalement des femmes et des enfants coupés en morceaux.
  - L'organisation Médecins sans frontières annonce que 11 personnes sont mortes après avoir été infectées par le virus Ebola. Selon le ministre de la Santé, Auguste Mupipi Mukulumany, cette épidémie de fièvre hémorragique aurait commencé fin novembre à Kaluamba, au Kasaï-Occidental, dans le centre du pays. Au total, une quarantaine de malades se sont révélés porteurs du virus Ebola. Très contagieuse, l'infection humaine est à l'origine d'une maladie hémorragique fréquemment mortelle, pour laquelle il n'existe pas de traitement. Le virus peut infecter l'homme au contact d'animaux vivants ou morts comme les chimpanzés et les gorilles.
- Mercredi 31 décembre 2008 : la mission de l'Onu en république démocratique du Congo (RDC) dénonce les récentes atrocités attribuées à la rébellion ougandaise de la LRA (Armée de résistance du Seigneur), dans le nord-est du pays : « Depuis le 25 décembre, les rebelles de la LRA […] ont mené des attaques sur les populations civiles dans plusieurs districts du nord-est, à Faradje, Duru, Gurba et Doruma […] Selon les éléments d'informations recueillies, un nombre élevé et croissant de personnes aurait été tuées. Compte tenu de l'isolement de la région et du manque d'infrastructures de communication, le nombre exact des victimes et des personnes affectées reste à déterminer [La Monuc] condamne avec force toute attaque perpétrée par la LRA contre des populations civiles sans défense, et qui de fait engendrent une insécurité généralisée ainsi qu'un désastre humanitaire dans la région ».